# Gieterveen
Gieterveen – wieś w Holandii, w prowincji Drenthe, w gminie Aa en Hunze. W miejscowości znajduje się wiatrak De Eendracht.